# Gro Espeseth
Gro Espeseth (* 30. Oktober 1972 in Bergen) ist eine ehemalige norwegische Fußballspielerin, die mit der norwegischen Nationalmannschaft der Frauen 1993 Europameisterin, 1995 Weltmeisterin und 2000 Olympiasiegerin wurde.

## Karriere

### Vereine
Espeseth begann ihre Karriere bei IL Sandviken in ihrer Heimatstadt Bergen, wo sie bis 1998 spielte und 1995 den Pokal gewann. Anschließend wechselte sie zu Trondheims-Ørn SK, dem zu der Zeit erfolgreichsten Frauenfußballverein Norwegens. Hier gewann sie 2000 auch den norwegischen Landesmeistertitel. Zum Ende ihrer Karriere spielte sie noch bei New York Power in der nordamerikanischen Profiliga WUSA, wo sie aber wegen Knieproblemen nur eine Saison spielen konnte. Im Oktober 2001 beendete sie dann wegen der chronischen Knieprobleme ihre Karriere. 2007 wurde sie Assistenztrainerin bei ihrem früheren Verein und machte im Juli 2007 noch ein Ligaspiel für Sandviken, das aber mit 0:9 gegen Røa IL verloren wurde.

### Nationalmannschaft
Mit der U-16-Mannschaft gewann sie 1989 den Nordic Cup in ihrer Heimat. Ein Jahr später wurde sie mit der U-20-Mannschaft in der höheren Altersklasse Zweite beim Nordic Cup.
Ihr erstes Länderspiel für die norwegische A-Nationalmannschaft bestritt sie am 2. März 1991 beim 1:0 gegen Schweden. Sie wurde in der 82. Minute eingewechselt. Sie war dann auch sofort Stammspielerin, wurde in den nächsten neun Spielen eingesetzt und erzielte in ihrem zweiten Länderspiel beim 4:1 gegen die UdSSR ihre ersten beiden Länderspieltore. Ihr erstes größeres Turnier war die EM 1991, bei der die Norwegerinnen aber im Finale gegen Deutschland verloren.
Für die erste WM der Frauen wurde sie auch nominiert. Nach 10 Spielen in Folge und einer 0:4-Niederlage im ersten WM-Spiel gegen China, bei der sie in der 70. Minute ausgewechselt wurde, wurde sie im zweiten Gruppenspiel gegen Neuseeland nicht eingesetzt. Im dritten Gruppenspiel gegen Dänemark wurde sie dann in der 40. Minute eingewechselt. Im Viertelfinale gegen Italien wurde erneut auf sie verzichtet, das Halbfinale und Finale bestritt sie dann aber über die volle Distanz, verlor im Finale aber mit 1:2 gegen die USA. Danach bestritt sie 25 Länderspiele in Folge und gewann in dieser Zeit den EM-Titel 1993 und 1994 die erste Austragung des Algarve-Cups. Nach einer Pause von einem Spiel folgten 37 Spiele ohne Unterbrechung mit dem Gewinn des WM-Titels 1995. Schon mit dem Einzug ins Viertelfinale hatten sich die Norwegerinnen für das erste olympische Fußballturnier bei den Olympischen Spielen in Atlanta qualifiziert. Sie wurde zwar im letzten Spiel vor dem olympischen Turnier, einem EM-Qualifikationsspiel gegen Finnland nicht eingesetzt, machte dann aber beim ersten olympischen Spiel der Norwegerinnen ihr 75. Länderspiel und wurde dann auch in den weiteren Spielen eingesetzt, durch die sie schließlich die Bronzemedaille gewann. Dann folgte die erste größere Länderspielpause von drei Spielen.
Beim Algarve-Cup 1997 wurde sie dann in den beiden letzten Gruppenspielen eingesetzt. Das Finale – das die Norwegerinnen gegen China mit 1:0 gewannen – fand dann ohne sie statt. Es folgten dann zehn Spiele in Folge mit dem Aus in der Vorrunde bei der Heim-EM 1997.
1998 wurde sie dann nur in einem Spiel eingesetzt. Dann kam sie zwar wieder beim Algarve-Cup 1999 in allen vier Spielen zum Einsatz, darauf folgte aber eine Pause von 20 Spielen, in der sie auch die WM 1999 und den Algarve-Cup 2000 verpasste. Im Juli 2000 kam sie dann beim Turnier zum 100. Geburtstag des DFB wieder zum Einsatz und wurde dann auch für die Olympischen Spiele in Sydney nominiert. Dort wurde sie bis auf das Halbfinale gegen Deutschland in allen Spielen eingesetzt. Im Finale gegen die USA gelang ihr eine Minute vor der Halbzeitpause das Tor zum 1:1-Ausgleich. Ihre Mannschaft ging dann in der 78. Minute in Führung, musste in der zweiten Minute der Nachspielzeit aber noch den Ausgleich hinnehmen. In der 102. Minute gelang dann durch ein Golden Goal von Dagny Mellgren der Sieg. Es ist das einzige Olympiafinale, das durch ein Golden Goal entschieden wurde. Mit diesem Spiel beendete sie ihre internationale Karriere. Von 1989 bis 2000 hat sie 105 Länderspiele bestritten und dabei neun Tore erzielt, davon je ein Tor bei Weltmeisterschaften und Olympischen Spielen.

## Sonstiges
Espeseth ist Mutter eines Sohnes.

## Erfolge
Mit der Nationalmannschaft
- Europameisterin: 1993
- Weltmeisterin: 1995
- Olympiagold: 2000
- Algarve-Cup-Siegerin 1994, 1996 und 1997
- Vizeweltmeisterin: 1991
- Vizeeuropameisterin: 1991
- Olympiabronze: 1996

Mit Vereinen
- Norwegische Meisterin: 2000 (mit Trondheims-Ørn SK)
- Norwegische Pokalsiegerin: 1995 (mit Sandviken)